# João Bárbara Vieira Pita
João Bárbara Vieira Pita (Canhas, Madeira, 13 de agosto de 1900 - Canhas, Ponta do Sol, 22 de dezembro de 1967) foi um médico e farmacêutico português.

## Biografia
João Bárbara Vieira Pita nasceu nos Canhas a 13 de agosto de 1900, filho de João Vieira Pita e Maria Coito Pita.
Após frequentar e concluir o curso no Liceu do Funchal, matriculou-se na Universidade de Coimbra, porém depressa transitou para o Porto, onde concluiu Farmácia, em 1928, e Medicina, em 1930.
De regresso a sua terra natal, em setembro de 1930, abriu um consultório. Porém, em 1931 é nomeado Delegado de Saúde no Porto Santo, cargo que exerceu até 1933. De regresso ao Funchal estabeleceu-se como médico, ao mesmo tempo que abriu a Farmácia do Chafariz. Por imposição legal, foi obrigado a optar pelo exercício de uma das profissões, pelo que optou exercer Medicina na sua terra natal.
Para além de ser um homem reto e médico dedicado aos seus doentes, era um intelectual preocupado com as grandes questões do seu tempo, tendo proferido duas conferências que suscitaram alguma polémica, abalando a comodidade das grandes certezas, a que as elites do Estado Novo se tinham habituado.
Faleceu a 22 de dezembro de 1967, na sua residência, no sítio do Lombo da Piedade, freguesia dos Canhas.